# Reprezentacja Południowej Afryki w piłce wodnej mężczyzn
Reprezentacja Południowej Afryki w piłce wodnej mężczyzn – zespół, biorący udział w imieniu Południowej Afryki w meczach i sportowych imprezach międzynarodowych w piłce wodnej, powoływany przez selekcjonera, w którym mogą występować wyłącznie zawodnicy posiadający obywatelstwo południowoafrykańskie. Za jej funkcjonowanie odpowiedzialny jest Południowoafrykański Związek Pływacki (SSA), który jest członkiem Międzynarodowej Federacji Pływackiej.

## Historia
W 1952 reprezentacja Południowej Afryki rozegrała swój pierwszy oficjalny mecz na igrzyskach olimpijskich.

## Udział w turniejach międzynarodowych

### Igrzyska olimpijskie
Reprezentacja Południowej Afryki 2-krotnie występowała na Igrzyskach Olimpijskich. Dotarła do rundy drugiej w 1952 roku.

### Mistrzostwa świata
Dotychczas reprezentacji Południowej Afryki 9 razy udało się awansować do finałów MŚ. Najwyższe osiągnięcie 12. miejsce w 2015 roku.

### Puchar świata
Południowa Afryka 2 razy uczestniczyła w finałach Pucharu świata. W 2014 i 2018 zajęła 8. miejsce.